# Anthony Davis (basket-ball)
Pour les articles homonymes, voir Anthony Davis et Davis.
Anthony Marshon Davis Jr., né le 11 mars 1993 à Chicago dans l'Illinois, est un joueur américain de basket-ball évoluant aux postes d'ailier fort et de pivot pour les Mavericks de Dallas en National Basketball Association (NBA).
Après une seule saison universitaire où il remporte le championnat NCAA et est désigné meilleur joueur universitaire, il est choisi au premier rang de la draft 2012 de la NBA par les Hornets de La Nouvelle-Orléans. Il est champion olympique en 2012 et 2024, champion du monde en 2014 avec la sélection américaine et champion NBA en 2020 avec les Lakers de Los Angeles.

## Jeunesse

### Débuts
Davis fait ses études au Perspectives Charter School, un petit lycée de Chicago. Il n'est pas remarqué par les médias et les recruteurs. Après deux années de lycée, il ne mesure que 1,93 m et joue au poste d'arrière. Davis a une croissance tardive et passe de 1,93 m à 2,03 m pour sa troisième saison. Il réalise des performances impressionnantes et est remarqué par les recruteurs à partir du printemps 2010. Son lycée finit la saison sur un bilan de 6 victoires pour 22 défaites mais Davis réalise des moyennes de 32 points, 22 rebonds et 7 contres.
Le 30 mars 2011, Davis joue le McDonald's All-American Game, puis le Nike Hoop Summit le 9 avril. Le 16 avril 2011, il participe au Jordan Brand Classic 2011 qui regroupe les meilleurs lycéens du pays. Davis marque 29 points (13 sur 15 au tir), prend 11 rebonds et réalise 4 contres. C'est le second total de points le plus élevé après les 34 points de LeBron James en 2003. Il est élu co-MVP avec James McAdoo.

### Université

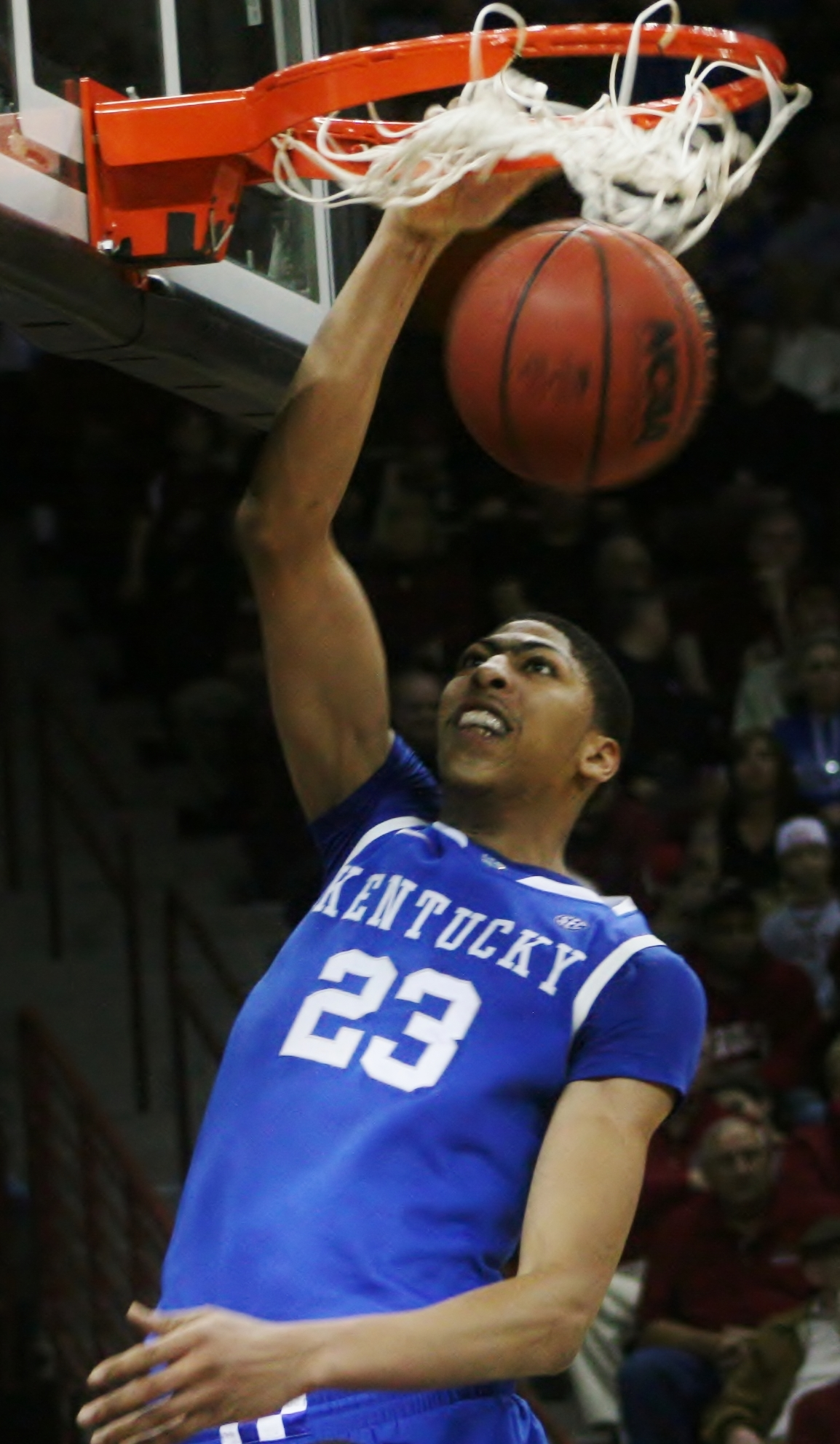
Anthony Davis à l'université

Il rejoint les Wildcats du Kentucky entraînés par John Calipari lors de l'été 2011. Lors de la saison universitaire 2011-2012, il est choisi meilleur joueur de première année (freshman) de la Southeastern Conference, mais aussi meilleur joueur de la SEC et meilleur défenseur. En février 2012, Davis bat le record de contres sur une saison pour un freshman de la SEC, record jusqu'alors détenu par Shaquille O'Neal. 
Il est élu pour cette saison 2012, meilleur joueur universitaire de basket-ball par Associated Press, Sporting News, CBBSports.com, il succède ainsi à Jimmer Fredette. Il remporte aussi les trophées Oscar Robertson et Adolph Rupp.
Le 2 avril, avec les Wildcats du Kentucky, il remporte le tournoi NCAA et est élu Most Outstanding Player du Final Four. En finale, il réalise un match défensif  (6 points, 16 rebonds et 6 contres). Avec six contres, il égale le record de contres dans un match de finale de championnat NCAA, record établi en 2006 par Joakim Noah. Ses statistiques sur l'ensemble de la saison universitaire sont de 14,2 points, 10,4 rebonds, 1,3 passe, 1,4 interception et 4,7 contres et de 13,7 points, 12,3 rebonds et 4,8 contres lors du tournoi final de la NCAA. Son nombre de contres sur la saison, 186, est un nouveau record NCAA pour un joueur de première année.

## Carrière professionnelle

### Hornets/Pelicans de La Nouvelle-Orléans (2012-2019)

#### Saison 2012-2013: Première saison
Le 28 juin 2012, il est choisi en première position de la draft 2012 de la NBA par les Hornets de La Nouvelle-Orléans. Son coéquipier des Wildcats du Kentucky Michael Kidd-Gilchrist est lui sélectionné en deuxième position par les Bobcats de Charlotte : c'est la première fois de l'histoire de la draft que deux joueurs de la même université sont choisis aux deux premiers rangs.
Pour sa première saison en NBA, il a des moyennes de 13,5 points, 8,2 rebonds et 1,8 contre par match. Il réalise 20 double-doubles dans la saison. Alors que Davis était pressenti avant le début de la saison comme le gagnant du titre de rookie de l'année, c'est Damian Lillard, le meneur drafté en sixième position par Portland qui obtient cette distinction à la fin de la saison. Davis est toutefois présent dans la NBA All-Rookie Team, dont les quatre autres membres sont Damian Lillard, Harrison Barnes, Bradley Beal et Dion Waiters.

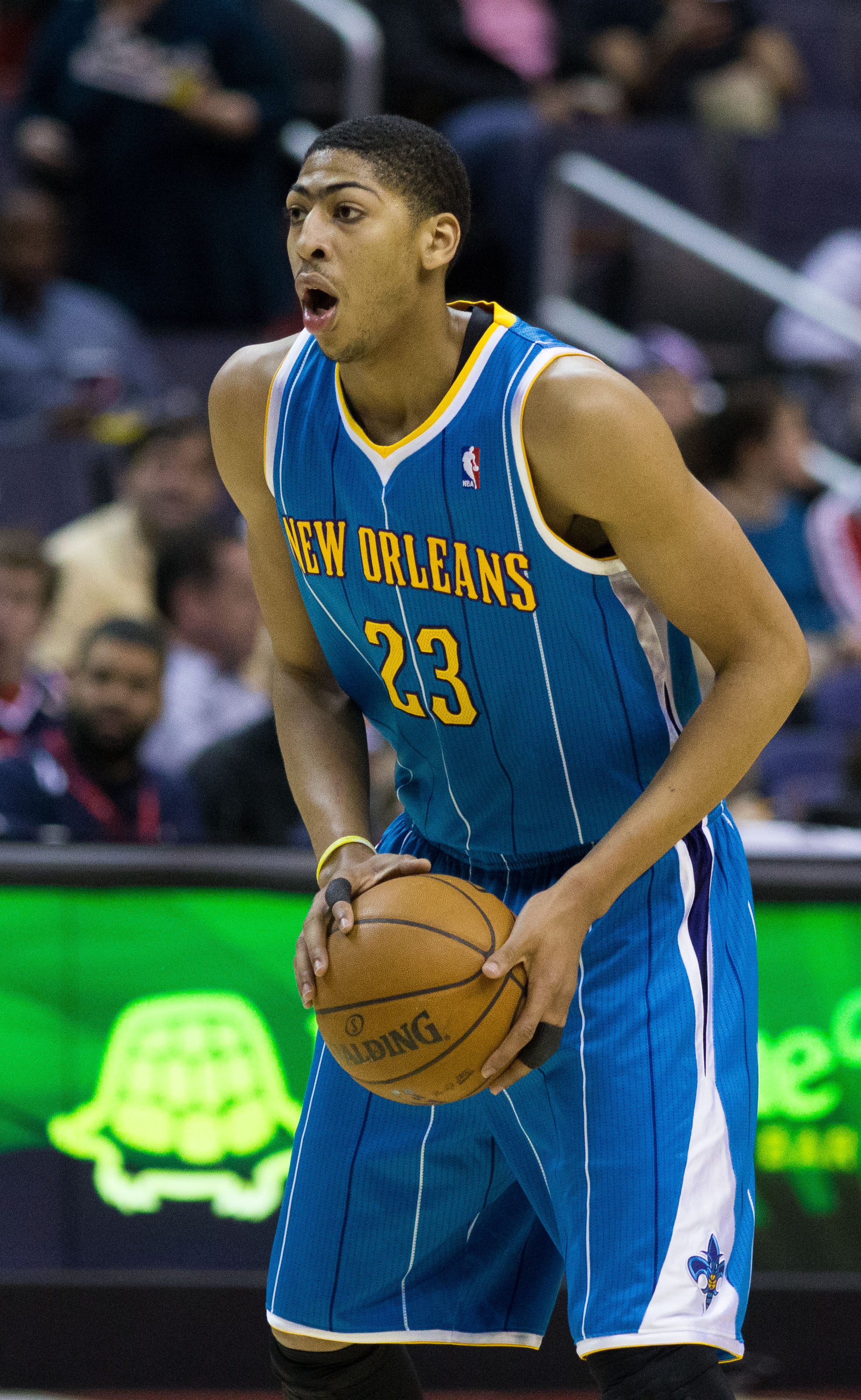
Davis sous le maillot des Hornets

#### Saison 2013-2014: Statut de All-Star
Lors du NBA Draft Combine (en) de 2012, avant la draft, Davis est pesé à environ 100 kg. Pendant l'été 2013, il gagne environ 5 kg de muscles ce qui lui permet d'avoir un impact plus important dans les contacts dans la raquette.
Dans une équipe toujours faible, Davis progresse lors de la deuxième saison. Lors du premier match de la saison 2013-2014, il marque 29 points et prend 17 rebonds.
Le 2 novembre 2013, Davis réussit une bonne performance individuelle avec des statistiques de 25 points, 8 rebonds, 6 contres et 6 interceptions ainsi que 4 passes décisives lors d'une victoire des Pelicans contre les Bobcats de Charlotte. Davis est à une passe d'un Five-by-five (au moins 5 unités dans les 5 catégories statistiques principales au basket-ball). Ses 6 interceptions et 6 contres sont une performance rare en NBA puisque depuis 1974 (et la prise en compte de ces deux statistiques), seuls quatre autres joueurs ont réussi au moins 5 interceptions et 5 contres dans le même match.
Le 8 novembre 2013, il cumule 32 points, 12 rebonds et 6 contres face aux Lakers et devient le plus jeune joueur de l’histoire à compiler au moins 30 points, 10 rebonds et 5 contres dépassant Shaquille O'Neal et Chris Webber.
Il remplace Kobe Bryant et reçoit sa première sélection pour le NBA All-Star Game 2014. En mars 2014, il bat ses records de points et de rebonds lors d'une victoire en prolongation contre les Celtics de Boston : Davis marque 40 points et prend 21 rebonds. Des blessures ternissent sa fin de saison, l'obligeant à manquer plusieurs matchs. Davis termine la saison en tant que meilleur contreur de la saison avec 2,82 contres par match. De plus, il termine 3e au vote pour le titre de meilleure progression de l'année, derrière Lance Stephenson et Goran Dragić, vainqueur.

#### Saison 2014-2015: Première apparition en playoffs
Pour l'ouverture de la saison 2014-2015, il marque 26 points, prend 17 rebonds et fait 9 contres. Il est le premier joueur depuis Nate Thurmond en 1974-1975 à faire au moins 9 contres pour le premier match de la saison. Le 22 novembre, Davis bat son record de points en carrière contre le Jazz de l'Utah avec 43 unités dans la victoire de son équipe.
Le 7 février, il se blesse légèrement à l'épaule après être mal tombé sur un alley-oop. Il ne peut donc pas disputer le All-Star Game 2015. Pour le premier match depuis son retour de blessure, contre les Pistons de Détroit, il marque 39 points, prend 13 rebonds et réalise 8 contres. Il devient, à moins de 22 ans, le meilleur contreur de l'histoire de sa franchise en dépassant David West. Il totalise alors 437 contres en carrière.
Le 9 mars, Davis égale son record de points avec 43 dans une victoire contre les Bucks de Milwaukee. Le 16 mars, il est élu meilleur joueur de la semaine dans la Conférence Ouest.
Ses statistiques sur la saison régulière sont de : 24,4 points, 10,2 rebonds, 2,2 passes, 1,5 interception et 2,9 contres, finissant pour la deuxième fois consécutive meilleur contreur de la NBA, avec une efficacité de 30,89 (la meilleure de la NBA). Il est nommé dans la All-NBA First Team aux côtés de LeBron James, Stephen Curry, Marc Gasol et James Harden, ainsi que dans la All-NBA Defensive Second Team. Davis est 4e au classement du défenseur de l'année et 5e à celui de MVP de la saison régulière.
Les Pelicans retrouvent en playoffs cette saison mais sont éliminés 4-0 dès le premier tour par les Warriors de Golden State, futurs champions. En moyenne sur la série, Davis marque 31,5 points, prend 11 rebonds et réalise 3 contres. Il est le quatrième joueur à finir sa première série de playoffs avec des moyennes supérieures à 30 points et 10 rebonds après Wilt Chamberlain, Kareem Abdul-Jabbar et Bob McAdoo. Il est aussi le quatrième de ces 20 dernières années à finir des playoffs avec des moyennes supérieures à 30 points et 10 rebonds après Shaquille O'Neal, Hakeem Olajuwon et Karl Malone.
Le 1er juillet, il signe le contrat le plus lucratif de l'histoire de la NBA avec les Pelicans : 145 millions de dollars sur 5 ans.

#### Saison 2015-2016: Saison écourtée par les blessures

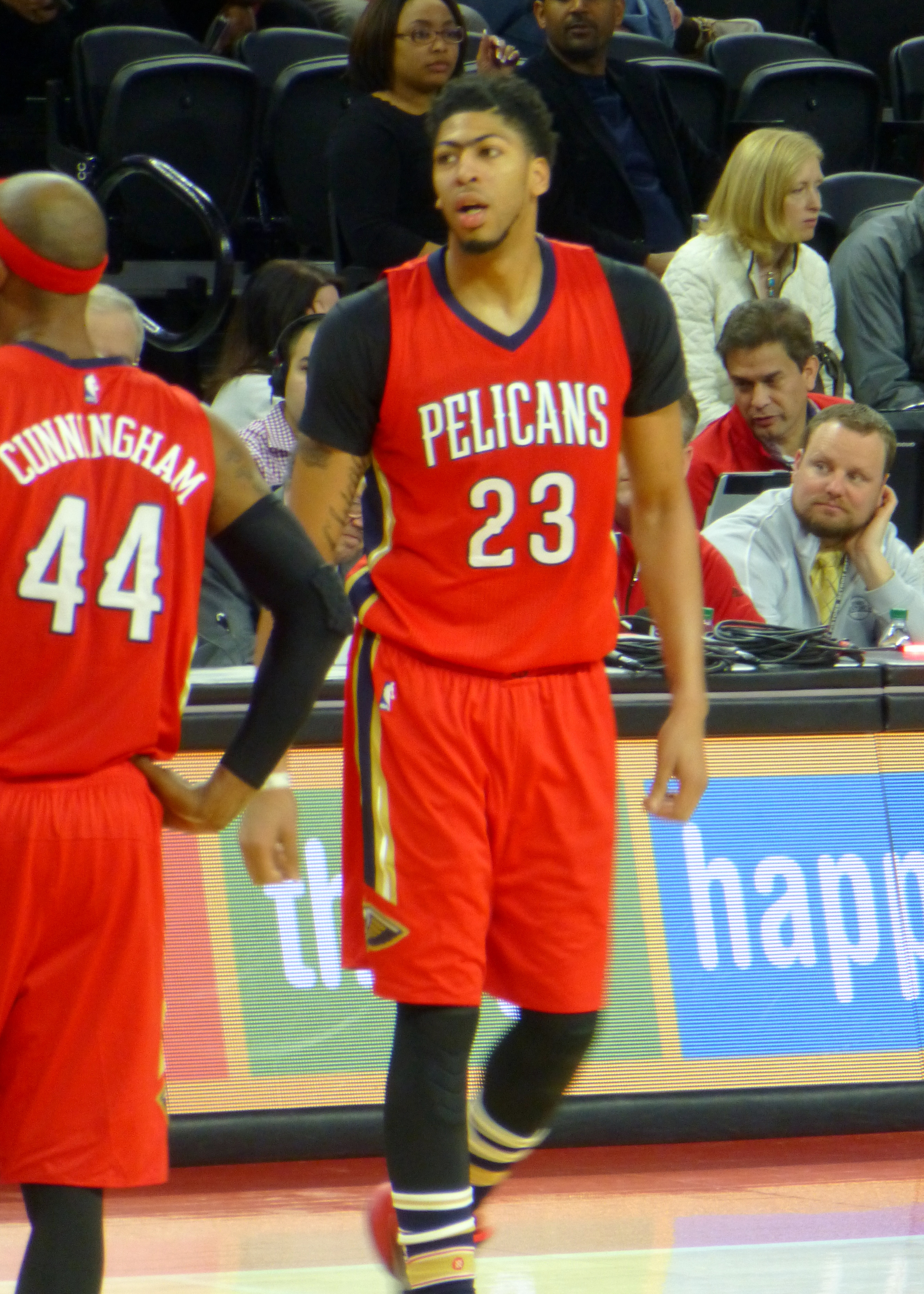
Davis lors du match face aux Pistons de Détroit, où il inscrit son record de 59 points, avec 20 rebonds

Sur cette nouvelle saison, il est de nouveau sélectionné au All-Star Game. Le 21 février 2016, il inscrit 59 points et récupère 20 rebonds face aux Pistons de Détroit. Ses 59 points lui permettent d'enregistrer un nouveau record personnel, ainsi qu'un nouveau record de franchise. Davis rejoint O'Neal et Chris Webber comme les seuls joueurs à avoir réalisé une performance d'au moins 50 points et 20 rebonds depuis 1983. Il devient par la même occasion le 20e joueur de l'histoire à marquer au moins 59 points dans un match et le deuxième plus jeune à réaliser cette performance, derrière Bob McAdoo.
Le 20 mars, il doit mettre un terme à sa saison en raison d’une blessure au genou gauche et d'une déchirure du labrum à l’épaule gauche. Lorsqu’il annonce son arrêt, Davis affirme qu’il subit des douleurs à l’épaule gauche depuis sa saison rookie.

#### Saison 2016-2017: MVP du NBA All-Star Game
Le 26 octobre 2016, il inscrit 50 points, prend 16 rebonds et réalise 5 passes décisives, 7 interceptions et 4 contres face aux Nuggets de Denver, il échoue à un contre du five-by-five. Il s'agit de la première performance à plus de 50 points, 15 rebonds, 5 passes décisives et 5 interceptions dans l’histoire de la NBA depuis que les interceptions sont devenus une statistique officiellement enregistrée au cours de la saison 1973-1974. Deux jours plus tard, il marque 45 points et prend 17 rebonds contre les Warriors de Golden State, devenant le premier joueur de l'histoire des Pelicans à inscrire plus de 40 points sur deux matchs consécutifs.
Le 19 février 2017, lors du NBA All-Star Game 2017, il inscrit 52 points et récupère 10 rebonds. Il bat ainsi le record du nombre de points inscrits dans un All-Star Game, détenu jusqu'ici par Wilt Chamberlain avec 42 points. Il est alors nommé MVP du All-Star Game, chez lui, à La Nouvelle-Orléans.
Le 31 mars 2017, Davis marque 19 points, prend 12 rebonds et fait 5 contres dans une victoire contre les Kings de Sacramento. Avec ce match, Davis devient le premier joueur de l’histoire de Pelicans à atteindre 2 000 points en une saison. À l'issue de la saison, il devance Rudy Gobert au poste de pivot pour la All-NBA First Team. Il est également nommé pour la deuxième fois au sein de la NBA All-Defensive Second Team.

#### Saison 2017-2018
Le 22 novembre 2017, Davis marque 29 points et prend 11 rebonds contre les Spurs de San Antonio. Il se place alors à la seconde place des meilleurs marqueurs de l'histoire des Pelicans avec 7 938 points en carrière, devant Chris Paul. Le 28 janvier, il marque 25 points et 17 rebonds dans une défaite contre les Clippers de Los Angeles. Ce match lui permet de devenir le meilleur rebondeur de l'histoire des Pelicans avec 3 857 unités, éclipsant la marque de David West. Le 2 février, il passe à nouveau West en tant que meilleur marqueur de l'histoire de la franchise, en marquant 43 points dans une victoire contre les Clippers, lui donnant un total de 8 702 points en carrière.

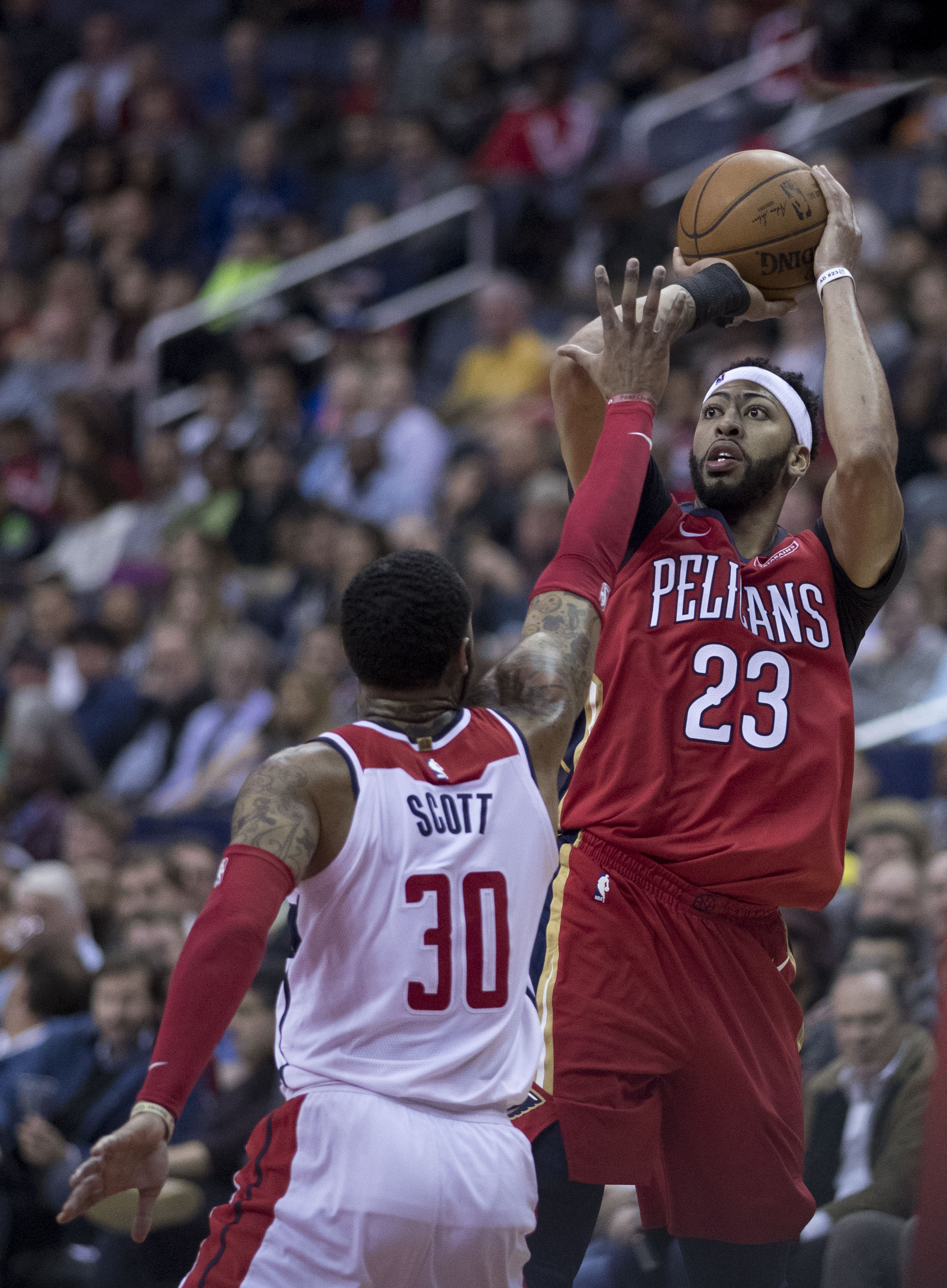
Davis sous les couleurs des Pelicans en 2017

Il joue de nouveau lors du NBA All-Star Game 2018, et à la reprise, le 23 février, il marque 45 points, prend 17 rebonds et fait 5 contres et 5 interceptions dans une victoire en prolongation contre le Heat de Miami. Trois jours plus tard, il enregistre un record de la saison avec 53 points, 18 rebonds et 5 contres dans une victoire contre les Suns de Phoenix. Le 11 mars, à l’occasion de son 25e anniversaire, Davis enregistre son premier triple-double en carrière avec 25 points, 11 rebonds et un record en carrière de 10 contres dans une défaite, 116-99, contre le Jazz de l'Utah. Ses 10 contres dans un match établissent un record de franchise et il égale son propre record de franchise avec six contre en une mi-temps.
Il retrouve les playoffs pour la deuxième fois de sa carrière avec un premier tour face aux Trail Blazers de Portland. Dans le premier match de la série éliminatoire, Davis inscrit 35 points, capte 14 rebonds, fait 4 contres et 2 interception dans une victoire, 97-95. C'est la première victoire en playoffs des Pelicans depuis 2011 et la première en carrière pour Davis. Dans le quatrième match de la série, il bat le record de franchise pour le nombre de points inscrits, avec 47 points sur la match, dont 33 en seconde mi-temps, pour battre Portland en quatre matchs. Lui et son équipe sont tout de même éliminés en demi-finale de conférence face aux Warriors de Golden State, au bout de cinq matchs, malgré les 34 points, 19 rebonds et 4 contres de Davis dans le dernier match.
À l'issue de la saison, il est élu au sein des All-NBA First et All-Defensive First Team.

#### Saison 2018-2019: Demande de transfert
Le 21 novembre 2018 face aux 76ers de Philadelphie, il réalise un five-by-five en marquant 12 points, prenant 16 rebonds, réalisant 6 passes décisives, 5 interceptions et 5 contres. Avec ce match, il atteint la barre des 10 000 points en carrière, devenant le 8e plus jeune joueur à atteindre ce palier, à l'âge de 25 ans et 255 jours. Le 2 janvier 2019, Davis bat un record en carrière et un record de franchise avec 26 rebonds captés en un match contre les Nets de Brooklyn.
Le 28 janvier 2019, Davis informe la franchise des Pelicans qu'il ne prolongera pas son contrat et souhaite un transfert dans une autre franchise. Un jour plus tard, la NBA lui impose une amende de 50 000 $ pour avoir rendu sa demande publique. Les rumeurs sur un possible transfert aux Lakers de Los Angeles grandissent, LeBron James poussant pour que ce transfert aboutisse. Davis revient d'une convalescence et est disponible pour jouer, mais les Pelicans déclarent qu’ils le ménage jusqu’après la date limite des transferts. Une fois la date passée, l’équipe annonce que Davis jouerait le reste de la saison pour la franchise, qu'aucun transfert n'a été conclu. Le 8 février, il joue pour la première fois depuis sa demande de transfert. Il inscrit 32 points, attrape 9 rebonds et fait 3 contres en 25 minutes, avant d’être relégué sur le banc pour tout le quatrième quart-temps contre les Timberwolves du Minnesota.

### Lakers de Los Angeles (2019-2025)

#### Saison 2019-2020: Premier titre NBA
À l'intersaison 2019, les Lakers de Los Angeles envoient Josh Hart, Brandon Ingram, Lonzo Ball et trois premiers tours de draft aux Pelicans de La Nouvelle-Orléans contre Anthony Davis,. Après six mois de rumeurs sur ce transfert, Anthony Davis rejoint finalement LeBron James.
Le 22 octobre 2019, Anthony Davis fait ses débuts pour les Lakers dans un match contre les Clippers de Los Angeles, marquant 25 points, 10 rebonds et 5 passes décisives en 37 minutes de jeu dans une défaite 112-102. Le 29 octobre, il devient le premier joueur des Lakers à afficher une performance de 40 points et 20 rebonds depuis Shaquille O'Neal en 2003. De plus, Anthony Davis l’a fait en 30 minutes de jeu, ce qui n’a jamais été fait dans l’histoire de la NBA. Le 27 novembre, Anthony Davis fait son retour à La Nouvelle-Orléans pour la première fois depuis le transfert, enregistrant 41 points et 9 rebonds dans une victoire 114-110. Il participe à nouveau au NBA All-Star Game cette saison, avec son coéquipier, LeBron James.
Le 11 octobre 2020, lors du sixième match des Finales NBA 2020, Anthony Davis et LeBron James mènent les Lakers à leur 17e titre de champion, accordant à Anthony Davis son premier titre NBA. Après avoir remporté un titre avec les Lakers, Anthony Davis devient le premier joueur à remporter un titre NCAA, une médaille d’or olympique, une médaille d’or de la Coupe du monde FIBA et un titre NBA.

#### Saisons 2020-2021 et 2021-2022: blessures
Le 3 décembre 2020, Anthony Davis signe un contrat de cinq ans avec les Lakers de Los Angeles pour 190 millions de dollars,.
Il ne joue que 36 matches lors de la saison 2020-2021. Davis se blesse au mollet droit et au tendon d'Achille.
Les Lakers se qualifient pour les playoffs mais au premier tour, Anthony Davis se blesse à nouveau, à l'aine gauche, et les Lakers sont éliminés,.
Lors de la saison 2021-2022, Davis ne joue que 40 matches, enchaînant une blessure au genou gauche, puis une blessure à la cheville droite. Les Lakers ne participent pas aux playoffs,,,.

#### Saison 2023-2024
Le 4 août 2023, Anthony Davis prolonge son contrat aux Lakers de Los Angeles de trois saisons supplémentaires,. Le montant de cette prolongation s'élève à 186 millions de dollars,,.

### Mavericks de Dallas (depuis 2025)
Début février 2025, Davis est envoyé aux Mavericks de Dallas, en compagnie de Max Christie, dans un échange contre Luka Dončić, Markieff Morris et Maximilian Kleber, pendant que Jalen Hood-Schifino prend la direction du Jazz de l'Utah.

## Équipe nationale

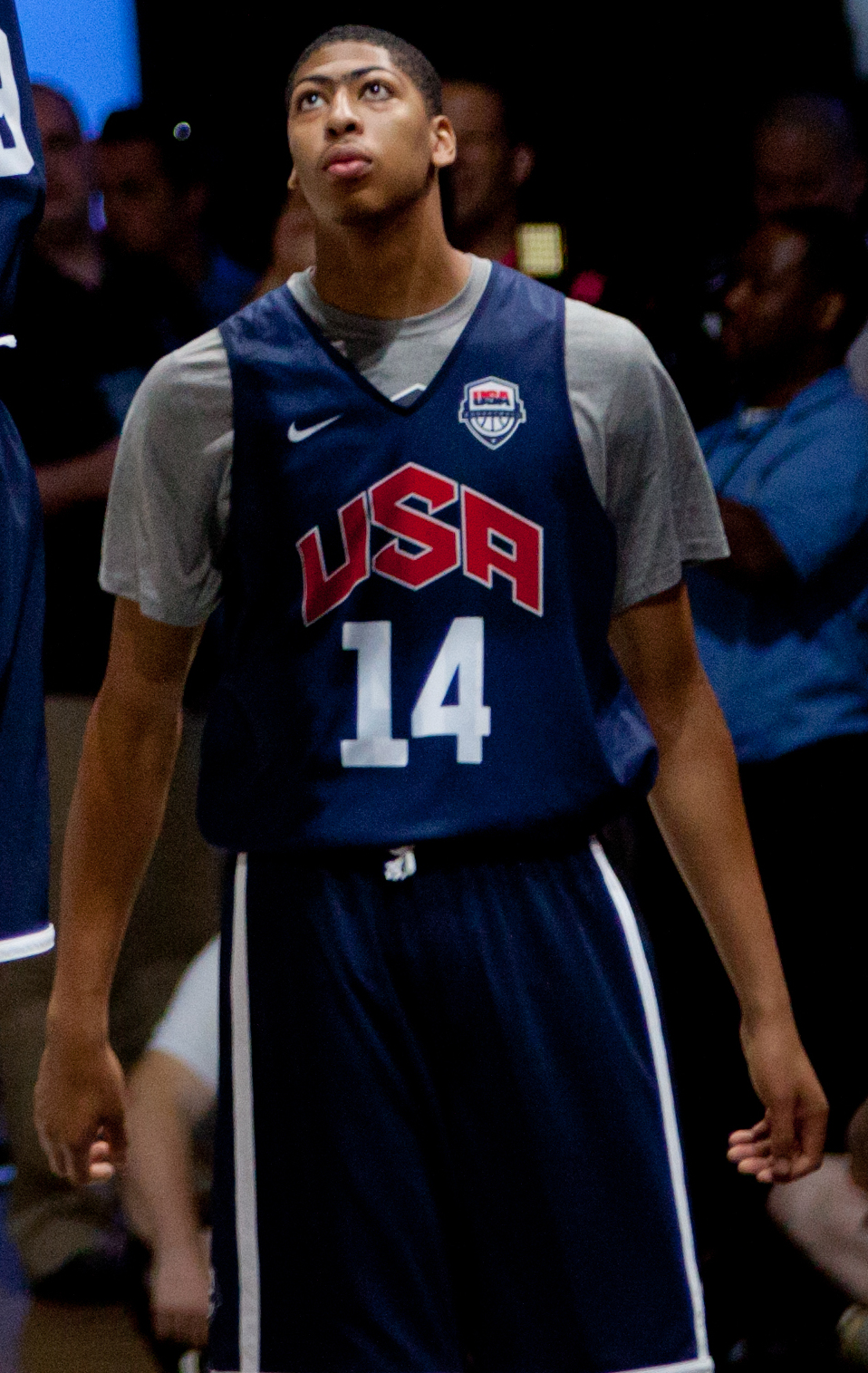
Anthony Davis pendant les JO de 2012.

À la suite de nombreux forfaits au sein de l'équipe des États-Unis, Anthony Davis est appelé pour participer à la préparation de l'équipe en vue des Jeux olympiques de Londres 2012.
Initialement non sélectionné parmi les douze joueurs formant l'équipe américaine, il est finalement appelé le 13 juillet pour remplacer Blake Griffin blessé. Il est champion olympique en 2012 avec Team USA, mais n'a presque pas joué. En 2014, en revanche il est sacré champion du monde avec Team USA et étant un des éléments majeurs du groupe.

## Style de jeu
À cause de sa croissance tardive, Davis a beaucoup joué comme meneur. Il sait donc dribbler et mener l'attaque. Comme bon nombre d'intérieurs NBA, il commence à développer un tir très fiable à mi-distance et un très bon jeu au poste, ce qui lui permet d'être assez imprévisible offensivement. Il possède aussi de très bonnes qualités athlétiques qui lui donnent la possibilité de marquer des paniers très spectaculaires, et notamment des alley-oops. Il est également grand, et muni de longs bras qui lui permettent, en plus de son timing et de sa lucidité défensive, de contrer un grand nombre de tirs en défense.

## Clubs successifs
- 2011-2012 :  Wildcats du Kentucky (NCAA)
- 2012-2019 :  Hornets/Pelicans de La Nouvelle-Orléans (NBA)
- 2019-2025 :  Lakers de Los Angeles (NBA)
- depuis 2025 :  Mavericks de Dallas (NBA)

## Palmarès et récompenses

### Palmarès

#### Sélection nationale
- Médaillé d'or aux Jeux olympiques d'été de 2012 à Londres.
- Médaillé d'or à la coupe du monde 2014 en Espagne.
- Médaille d'or aux Jeux olympiques d'été de 2024 à Paris.

#### NBA
- Champion NBA en 2020 avec les Lakers de Los Angeles.
- Champion de la Conférence Ouest en 2020 avec les Lakers de Los Angeles.
- Champion de la Division Pacifique en 2020 avec les Lakers de Los Angeles.
- Vainqueur du NBA In-Season Tournament 2023.

#### NCAA
- Vainqueur du Tournoi NCAA en 2012 avec les Wildcats du Kentucky.

### Distinctions personnelles

#### NBA
- 10 sélections au NBA All-Star Game en 2014, 2015, 2016, 2017, 2018, 2019, 2020, 2021, 2024 et en 2025.
- MVP du NBA All-Star Game en 2017.
- 4 fois All-NBA First Team en 2015, 2017, 2018 et 2020.
- All-NBA Second Team en 2024.
- 3 fois NBA All-Defensive First Team en 2018, 2020 et 2024.
- 2 fois NBA All-Defensive Second Team en 2015 et 2017.
- NBA All-Rookie First Team en 2013.
- 3 fois meilleur contreur de la NBA en 2014, 2015 et 2018.
- All-Tournament Team 2023[66].

#### NCAA
- NCAA Final Four Most Outstanding Player en 2012.
- NABC Defensive Player of the Year en 2012.
- USBWA National Freshman of the Year en 2012.
- SEC Player of the Year en 2012.
- SEC Defensive Player of the Year en 2012.
- SEC Rookie of the Year en 2012.

## Statistiques

### Universitaires
Les statistiques d'Anthony Davis en matchs universitaires sont les suivantes :
| Saison    | Équipe   | Matchs | Titul. | Min./m | % Tir | % 3pts | % LF | Rbds/m. | Pass/m. | Int/m. | Ctr/m. | Pts/m. |
| --------- | -------- | ------ | ------ | ------ | ----- | ------ | ---- | ------- | ------- | ------ | ------ | ------ |
| 2011-2012 | Kentucky | 40     | 40     | 32,0   | 62,3  | 15,0   | 70,9 | 10,38   | 1,25    | 1,35   | 4,65   | 14,18  |
| Carrière  | Carrière | 40     | 40     | 32,0   | 62,3  | 15,0   | 70,9 | 10,38   | 1,25    | 1,35   | 4,65   | 14,18  |

### NBA
| Champion NBA | Meilleur joueur de cette catégorie statistique de la saison |

#### Saison régulière
gras = ses meilleures performances
| Saison        | Équipe              | Matchs | Titul. | Min./m | % Tir | % 3pts | % LF | Rbds/m. | Pass/m. | Int/m. | Ctr/m. | Pts/m. |
| ------------- | ------------------- | ------ | ------ | ------ | ----- | ------ | ---- | ------- | ------- | ------ | ------ | ------ |
| 2012-2013     | La Nouvelle-Orléans | 64     | 60     | 28,8   | 51,6  | 0,0    | 75,1 | 8,16    | 0,98    | 1,17   | 1,75   | 13,52  |
| 2013-2014     | La Nouvelle-Orléans | 67     | 66     | 35,2   | 51,9  | 22,2   | 79,1 | 10,04   | 1,57    | 1,33   | 2,82   | 20,81  |
| 2014-2015     | La Nouvelle-Orléans | 68     | 68     | 36,1   | 53,5  | 8,3    | 80,5 | 10,24   | 2,19    | 1,47   | 2,94   | 24,35  |
| 2015-2016     | La Nouvelle-Orléans | 61     | 61     | 35,5   | 49,3  | 32,4   | 75,8 | 10,28   | 1,90    | 1,28   | 2,05   | 24,28  |
| 2016-2017     | La Nouvelle-Orléans | 75     | 75     | 36,1   | 50,5  | 29,9   | 80,2 | 11,79   | 2,09    | 1,25   | 2,23   | 27,99  |
| 2017-2018     | La Nouvelle-Orléans | 75     | 75     | 36,4   | 53,4  | 34,0   | 82,8 | 11,09   | 2,32    | 1,53   | 2,57   | 28,13  |
| 2018-2019     | La Nouvelle-Orléans | 56     | 56     | 33,0   | 51,7  | 33,1   | 79,4 | 12,00   | 3,89    | 1,57   | 2,41   | 25,93  |
| 2019-2020     | L.A. Lakers         | 62     | 62     | 34,4   | 50,3  | 33,0   | 84,6 | 9,31    | 3,23    | 1,47   | 2,31   | 26,10  |
| 2020-2021     | L.A. Lakers         | 36     | 36     | 32,3   | 49,1  | 26,0   | 73,8 | 7,94    | 3,06    | 1,25   | 1,64   | 21,83  |
| 2021-2022     | L.A. Lakers         | 40     | 40     | 35,1   | 53,2  | 18,6   | 71,3 | 9,85    | 3,05    | 1,23   | 2,25   | 23,18  |
| 2022-2023     | L.A. Lakers         | 56     | 54     | 34,0   | 56,3  | 25,7   | 78,4 | 12,54   | 2,64    | 1,05   | 2,04   | 25,91  |
| 2023-2024     | L.A. Lakers         | 76     | 76     | 35,5   | 55,6  | 27,1   | 81,6 | 12,60   | 3,50    | 1,20   | 2,30   | 24,70  |
| 2024-2025     | L.A. Lakers         | 42     | 42     | 34,3   | 52,8  | 29,8   | 78,8 | 11,90   | 3,40    | 1,30   | 2,10   | 25,70  |
| 2024-2025     | Dallas              | 9      | 9      | 29,6   | 46,1  | 23,3   | 68,8 | 10,10   | 4,40    | 0,60   | 2,20   | 20,00  |
| Carrière      | Carrière            | 787    | 780    | 34,5   | 52,2  | 29,6   | 79,4 | 10,70   | 2,60    | 1,30   | 2,30   | 24,10  |
| All-Star Game | All-Star Game       | 7      | 3      | 17,3   | 70,0  | 14,3   | 50,0 | 5,30    | 1,40    | 1,10   | 0,60   | 18,40  |

#### Playoffs
| Saison   | Équipe              | Matchs | Titul. | Min./m | % Tir | % 3pts | % LF | Rbds/m. | Pass/m. | Int/m. | Ctr/m. | Pts/m. |
| -------- | ------------------- | ------ | ------ | ------ | ----- | ------ | ---- | ------- | ------- | ------ | ------ | ------ |
| 2015     | La Nouvelle-Orléans | 4      | 4      | 42,9   | 54,0  | 0,0    | 88,9 | 11,00   | 2,00    | 1,25   | 3,00   | 31,50  |
| 2018     | La Nouvelle-Orléans | 9      | 9      | 39,8   | 52,0  | 27,3   | 82,8 | 13,44   | 1,67    | 2,00   | 2,33   | 30,11  |
| 2020     | L.A. Lakers         | 21     | 21     | 36,6   | 57,1  | 38,3   | 83,2 | 9,71    | 3,48    | 1,24   | 1,43   | 27,71  |
| 2021     | L.A. Lakers         | 5      | 5      | 28,8   | 40,3  | 18,2   | 83,3 | 6,60    | 2,60    | 0,60   | 1,60   | 17,40  |
| 2023     | L.A. Lakers         | 16     | 16     | 38,0   | 52,0  | 33,3   | 85,2 | 14,06   | 2,56    | 1,38   | 3,12   | 22,56  |
| 2024     | L.A. Lakers         | 5      | 5      | 41,6   | 63,4  | 0,0    | 80,8 | 15,60   | 4,00    | 0,40   | 1,60   | 27,80  |
| Carrière | Carrière            | 60     | 60     | 37,6   | 54,2  | 31,3   | 84,0 | 11,80   | 2,80    | 1,30   | 2,20   | 26,10  |

Mise à jour le 22 octobre 2024

## Records sur une rencontre en NBA
Les records personnels d'Anthony Davis en NBA sont les suivants, :
| Type de statistique        | Saison régulière | Saison régulière          | Saison régulière | Playoffs | Playoffs                    | Playoffs       |
| Type de statistique        | Record           | Adversaire                | Date             | Record   | Adversaire                  | Date           |
| -------------------------- | ---------------- | ------------------------- | ---------------- | -------- | --------------------------- | -------------- |
| Points                     | 59               | @ Pistons de Détroit      | 21 février 2016  | 47       | Trail Blazers de Portland   | 21 avril 2018  |
| Paniers marqués            | 24               | @ Pistons de Détroit      | 21 février 2016  | 15       | 4 fois                      | 4 fois         |
| Paniers tentés             | 35               | @ Nets de Brooklyn        | 10 février 2018  | 27       | Warriors de Golden State    | 4 mai 2018     |
| Paniers à 3 points réussis | 4                | 12 fois                   | 12 fois          | 4        | Trail Blazers de Portland   | 29 août 2020   |
| Paniers à 3 points tentés  | 10               | @ Grizzlies de Memphis    | 5 janvier 2021   | 6        | Trail Blazers de Portland   | 29 août 2020   |
| Lancers francs réussis     | 26               | Grizzlies de Memphis      | 29 octobre 2019  | 18       | @ Suns de Phoenix           | 25 mai 2021    |
| Lancers francs tentés      | 27               | Grizzlies de Memphis      | 29 octobre 2019  | 21       | @ Suns de Phoenix           | 25 mai 2021    |
| Rebonds offensifs          | 10               | Timberwolves de Minnesota | 10 mars 2024     | 8        | Heat de Miami               | 2 octobre 2020 |
| Rebonds défensifs          | 21               | @ Nets de Brooklyn        | 2 janvier 2019   | 20       | Nuggets de Denver           | 27 avril 2024  |
| Rebonds totaux             | 26               | @ Nets de Brooklyn        | 2 janvier 2019   | 23       | 2 fois                      | 2 fois         |
| Passes décisives           | 11               | 2 fois                    | 2 fois           | 8        | @ Trail Blazers de Portland | 22 août 2020   |
| Interceptions              | 7                | 3 fois                    | 3 fois           | 4        | Warriors de Golden State    | 4 mai 2018     |
| Contres                    | 10               | Jazz de l'Utah            | 11 mars 2018     | 7        | @ Grizzlies de Memphis      | 16 avril 2023  |
| Balles perdues             | 7                | 4 fois                    | 4 fois           | 6        | 2 fois                      | 2 fois         |
| Minutes jouées             | 52               | @ Milwaukee B ucks        | 27 mars 2024     | 46       | Warriors de Golden State    | 23 avril 2015  |

- Double-double : 502 (dont 42 en playoffs)
- Triple-double : 4

- Five-by-five : 1

Dernière mise à jour :11 avril 2025

## Salaires
Les gains d'Anthony Davis en NBA sont les suivants :
| Saison         | Équipe                                      | Salaire       |
| -------------- | ------------------------------------------- | ------------- |
| 2012-2013      | Hornets de La Nouvelle-Orléans              | 5 144 280 $   |
| 2013-2014      | Pelicans de La Nouvelle-Orléans             | 5 375 760 $   |
| 2014-2015*     | Pelicans de La Nouvelle-Orléans             | 5 607 240 $   |
| 2015-2016      | Pelicans de La Nouvelle-Orléans             | 7 070 730 $   |
| 2016-2017      | Pelicans de La Nouvelle-Orléans             | 22 116 750 $  |
| 2017-2018      | Pelicans de La Nouvelle-Orléans             | 23 775 506 $  |
| 2018-2019      | Pelicans de La Nouvelle-Orléans             | 25 434 262 $  |
| 2019-2020      | Lakers de Los Angeles                       | 27 093 019 $  |
| 2020-2021      | Lakers de Los Angeles                       | 32 742 000 $  |
| 2021-2022      | Lakers de Los Angeles                       | 35 361 360 $  |
| 2022-2023      | Lakers de Los Angeles                       | 37 980 720 $  |
| Total Gains    | Total Gains                                 | 227 701 627 $ |
| 2023-2024      | Lakers de Los Angeles                       | 40 600 080 $  |
| 2024-2025 2025 | Lakers de Los Angeles / Mavericks de Dallas | 43 219 440 $  |
| 2025-2026      | Mavericks de Dallas                         | 60 507 216 $  |
| 2026-2027      | Mavericks de Dallas                         | 65 347 793 $  |
| 2027-2028      | Mavericks de Dallas                         | 70 188 370 $  |

Notes :
- * Pour la saison 2014-2015, le salaire moyen d'un joueur évoluant en NBA est de 4 500 000 $[71].
- italique : option joueur

## Filmographie
- 2021 : Space Jam : Nouvelle Ère de Malcolm D. Lee : lui-même en aigle / The Brow